# الأمريكيون في السعودية
هناك مجتمع كبير من الأميركيين الذين يعيشون في المملكة العربية السعودية. معظم هؤلاء يعملون في صناعة النفط وفي قطاعي البناء والمالية. ينتقل الغربيون بمن فيهم الأمريكيون إلى المملكة للحصول على رواتب معفاة من الضرائب، ويعيشون في مجمعات سكنية مزودة بوسائل راحة فاخرة، مثل حمامات السباحة وملاعب التنس، وعادةً ما تُحيط بالأحياء التي يعيشون فيها جدران وبوابات عالية تفصلها عن الأحياء المجاورة، وتمنح الأمريكيين «بعض الأمن والخصوصية» بشأن اللباس والاختلاط الاجتماعي، لأن هناك ضوابط لذلك من الشريعة الإسلامية في المملكة.
توجد أكبر المجتمعات الأمريكية في مدينة الرياض، حيث مقر معظم الشركات متعددة الجنسيات في المملكة، وكذلك في مدينة جدة المطلة على البحر الأحمر، والتي تمثل مركزًا تجاريًا رئيسيًا في المملكة. وهناك مجتمعات أمريكية أصغر في بعض المدن الأخرى مثل: الدمام والخبر والظهران الشرقية، وهذه التجمعات تخدم حقول النفط المحلية في تلك المدن. إضافة إلى ذلك يوجد في المملكة العربية السعودية حوالي 5000 من الأفراد العسكريين والمدنيين الأمريكيين.

## صعوبات تواجههم
يواجه الأمريكيون الذين يعيشون في المملكة العربية السعودية بعض الصعوبات. فقد جرى استهدافهم من قِبَل بعض المتشددين باعتبار أنهم لا يلتزمون بالتقاليد والأعراف المحلية وخاصة اللباس والاختلاط، والتي تُطبق بحرص في المملكة. كما أن استهداف منشآت النفط السعودي قد يُعرض حياة الأمريكيين للخطر، لأن الكثير منهم يعملون في تلك المنشآت النفطية.
وأحيانا يتم استهداف أماكن تواجدهم لأسباب سياسية، مثل تفجير أبراج الخبر الذي جرى في عام 1996، والذي أسفر عن 19 حالة وفاة وقرابة 500 من المصابين، واستهدف أماكن سكن بعض العسكريين الأمريكيين بالقرب من شركة آرامكو السعودية. وكان الهدف المُعلن لذلك التفجير هو الضغط لخروج العسكريين الأمريكيين من السعودية، بل وهدد المنفذون بالمزيد من الهجمات في حال عدم خروج هؤلاء العسكريين من المملكة.